# Ракетні війська стратегічного призначення Росії
Раке́тні війська́ стратегі́чного призна́чення (РВСП, рос. Ракетные войска стратегического назначения, РВСН) — окремий рід військ у Збройних силах Російської Федерації, що має на озброєнні міжконтинентальні балістичні ракети з ядерними боєголовками мобільного і стаціонарного базування. Сухопутний компонент ядерної тріади РФ.
РВСП є військами постійної бойової готовності.

## Історія

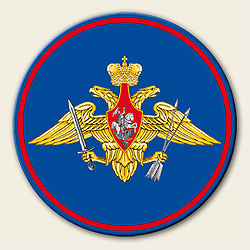
Нарукавна нашивка РВСН до 2010 року

Після розпаду СРСР у 1992 році Російська Федерація успадкувала переважну більшість Ракетних військ стратегічного призначення СРСР, сформувавши на їх основі свої власні.

### Традиції
У 1995 році указом Президента Росії встановлено День Ракетних військ стратегічного призначення, який відзначається у Росії 17 грудня.

## Структура

### Керівні органи і управління
- Головний штаб РВСП (м. Одинцово, Московська область).
- 12-те Головне управління Міністерства оборони (відало арсеналами озброєння).
- Головне управління ракетного озброєння (ГУРО).
- Головне управління експлуатації ракетного озброєння (ГУЕРО).
- Головне управління комплектування і обладнання.
- Головне управління спеціального будівництва (Головспецбуд).
- Головне інженерне управління (ГІУ РВ).
- Управління бойової підготовки.
- Управління військово-навчальних закладів.
- Управління тилу.
- Центральний командний пункт.
- Центральний вузол зв'язку.
- Центральний обчислювальний центр (ЦОЦ РВ).

### Оперативна структура
Ракетні війська стратегічного призначення — єдиний рід військ у ЗС РФ, в якому цілком збережена радянська армійсько-дивізійна структура, видозмінена або скасована в інших видах й родах військ протягом 1990-2000-х років.
- 27-ма гвардійська ракетна Вітебська Червонопрапорна армія (Володимир)
  - 7-ма гвардійська ракетна Режицька Червонопрапорна дивізія (Озерний/Виползово/Бологоє-4)
  - 14-та ракетна Київсько-Житомирська ордена Кутузова дивізія (Йошкар-Ола)
  - 28-ма гвардійська ракетна Червонопрапорна дивізія (Козельськ)
  - 54-та гвардійська ракетна ордена Кутузова дивізія (Красні Сосенки (Тейково-6))
  - 60-та ракетна Таманська ордена Жовтневої Революції, Червонопрапорна дивізія імені 60-річчя СРСР (Світлий/Татіщево-5)

- 31-ша ракетна армія (Ростоші, Оренбург)
  - 8-ма ракетна Мелітопольська Червонопрапорна дивізія (Первомайський/Юрья-2)
  - 13-та ракетна Оренбурзька Червонопрапорна дивізія (Ясний)
  - 42-га ракетна Тагільська дивізія (Вільний).

- 33-тя гвардійська ракетна Бериславсько-Хінганська двічі Червонопрапорна, ордена Суворова армія (Омськ)
  - 29-та гвардійська ракетна Вітебська ордена Леніна, Червонопрапорна дивізія (Іркутськ)
  - 35-та ракетна Червонопрапорна, орденів Кутузова та Олександра Невського дивізія (Сибірський)
  - 39-та гвардійська ракетна Глухівська ордена Леніна, Червонопрапорна, орденів Суворова, Кутузова і Богдана Хмельницького дивізія (Гвардійський/Новосибірськ-95)
  - 62-га ракетна Ужурська Червонопрапорна дивізія імені 60-річчя СРСР (Сонячний/Ужур-4)

## Командування
- генерал-полковник Сергій Вікторович Каракаєв